# Артюшенко Ігор Андрійович
І́гор Андрі́йович Артюше́нко (нар. 21 вересня 1984, м. Запоріжжя, Україна) —  український політик і громадський діяч, кандидат історичних наук, офіцер ЗСУ, учасник бойових дій.
Народний депутат України VIII скликання (2014-2019), депутат Запорізької Обласної Ради Vlll скликання (з 2020 року). Голова Запорізької територіальної організації партії «Європейська Солідарність», Голова організації Всеукраїнського товариства «Просвіта» ім. Т. Г. Шевченка в Запорізькій області, один з організаторів і лідер Запорізького Євромайдану.

## Біографія
Народився в українській сім'ї інженерів-авіаційників.
Мама, Артюшенко Ірина Гусманівна, родом з Вінниччини, закінчила Вінницьку філію КПІ та переїхала в Запоріжжя працювати в Конструкторському Бюро "Прогрес".
Батько, Артюшенко Андрій Миколайович, родом з Черкащини, закінчив з відзнакою Харківський Авіаційний Інститут  та також був направлений працювати в КБ "Прогрес", де батьки і познайомись.

### Освіта
- 1999–2003 — навчався в Запорізькому державному музичному училищі за спеціальністю: викладач фортепіано.
- 2003–2009 — закінчив медичний факультет  Запорізького державного медичного університету, отримавши кваліфікацію лікаря.
- 2011–2013 — закінчив магістратуру економічного факультету Запорізького національного університету за спеціальністю УФІБ (Управління фінансово-економічної безпекою). Магістр економічних наук. Тема роботи: «Проблеми безпеки державного бюджету».

### Наукова діяльність
У 2016 році  розпочав наукову діяльність у відділі новітньої історії і політики Інституту історії України НАН України під науковим керівництвом доктора історичних наук, професора Падалки Сергія Семеновича, де навесні 2022 року успішно пройшов передзахист дисертації на здобуття наукового ступеня кандидата історичних наук.
У 2022 році захистив дисертацію на засіданні спеціалізованої вченої ради у Запорізькому національному університеті, здобувши науковий ступінь кандидата історичних наук.
Тема дисертації "УМОВИ ТА НАСЛІДКИ АНТИКОРУПЦІЙНОЇ ДІЯЛЬНОСТІ ВЕРХОВНОЇ РАДИ УКРАЇНИ (1994–2018 рр.)"

### Кар'єра
- 2006–2009 — одночасно з навчанням у медичному університеті працював медбратом в відділеннях анестезіології та інтенсивної терапії, у відділенні політравми в 5 Міській лікарні екстреної та швидкої медичної допомоги (Запоріжжя).
- 2010–2013 — працював на різних посадах в приватних кампаніях (торговельним представником, медичним представником, керівником медичних представників). Був звільнений за власним бажанням у зв'язку з силовим розгоном Євромайдану  в Запоріжжі 26 січня 2014, подальшим затриманням та арештом.
- З лютого 2014 року, під час перебуванням під цілодобовим домашнім арештом, — головний редактор газети «Українська справа. Запоріжжя».
- 2014-2019 - Народний депутат України, член фракції Блок Петра Порошенка.
- З 2016 року - Голова Запорізької територіальної організації партії "Європейська солідарність" (до 2019 року - "Блок Петра Порошенка")
- З грудня 2020 року - депутат Запорізької обласної ради, голова фракції Європейська Солідарність.
- З лютого 2022 року - добровільно вступив до лав ЗСУ. Лейтенант медичної служби 206 окремого батальйону ТрО, начальник медичної служби батальйону, який брав участь у Боях за Київ, звільненні Миколаївської та Херсонської областей (квітень-жовтень 2022 року), обороні Бахмута Донецької області (січень-березень 2023 року).

### Громадська діяльність
- У 2006 році — заступник голови Студентської ради Запорізького державного медичного університету.
- З 2006 по 2009 рік — член ВО «Свобода», заступник голови обласної організації зі зв'язків з громадськістю.
- З 2009 по 2012 рік — голова Запорізької обласної молодіжної організації «Небо».
- З 2011 року — уповноважений представник Міжнародної благодійної організації «Центр національного відродження» (м. Київ) у Запорізькій області.
- У 2012 році — координатор громадського руху «Чесно» у Запорізькій області.
- З 2012 року — глава суспільно-політичної організації «Українська справа», яка стала одним з основних організаторів Євромайдану в Запоріжжі.
- З 2012 по 2013 — один з лідерів антикорупційного руху «Стоп-відкат», що займався розслідуваннями корупційних схем у сфері бюджетних закупівель.
- З квітня 2014 року є головою Комітету громадського контролю за діями влади при Запорізькій обласній державній адміністрації.
- В 2014 році висунутий від Блоку Петра Порошенка по мажоритарному округу № 75 (Ленінський і Заводський райони Запоріжжя) до Верховної Ради України. Переміг, набравши 30 % голосів[4]
- 21 вересня 2015 прибув з підтримкою блокади окупованої Автономної Республіки Крим.
- 20 серпня 2015 очолив Запорізьку міську організацію Партії "Блок Петра Порошенка «Солідарність».
- 23 липня 2016 очолив Запорізьку територіальну (обласну) організацію Партії "Блок Петра Порошенка «Солідарність».
- 30 травня 2019 виставив свою кандидатуру на праймеріз ГО Справа Громад / Європейська Солідарність[5]
- 13 червня 2019 висунуто партією Європейська Солідарність кандидатом до Верховної Ради  України за списком, порядковий номер у списку - 41[6]
- 2020 висунуто партією Європейська Солідарність кандидатом до Запорізької обласної ради, порядковий номер у списку - 1.[7]
- 2020...2022 депутат Запорізької обласної ради від партії Європейська Солідарність, голова одноіменної фракції в Запорізькій обласній раді, голова Запорізької  територіальної (обласної) організації партії.
- з 24.02.2022 у зв'язку зі службою в Збройних Силах України призупинив партійну діяльність.

Голова Запорізького обласного об'єднання Просвіта (Запоріжжя).

### Діяльність у Верховній Раді України
Є членом комітету Комітету Верховної Ради України з питань запобігання і протидії корупції, міжфракційних депутатських об'єднань «Запорізька Січ» і «Самооборона Майдану». 13 січня 2015 року обраний головою новоствореного міжфракційного депутатського об'єднання «За національне патріотичне виховання».,є одним з депутатів-лідерів за відвідуваністю пленарних засідань та за кількістю голосувань.
21 вересня 2018 року, за версією аналітичної платформи VoxUkraine, за Індексом підтримки реформ, Ігор Артюшенко увійшов в десятку найефективніших народних депутатів восьмої сесії Верховної Ради України восьмого скликання, які підтримували реформаторські закони.
Згідно з переліком, у Ігоря Артюшенка найбільша кількість виконаних обіцянок у порівнянні з іншими нардепами.

### Військова кар'єра
В перші дні  Російське вторгнення в Україну (2022) взяв участь у лавах Територіальна оборона в м. Києві у якості військового медика, згодом разом з батальйоном 206 ТрО передислоковано на Південний напрямок, де підрозділ брав участь у звільненні Миколаївської та Херсонської областей.
Восени 2022 року очолив медичну службу 206 батальону та отримав звання лейтенанта медичної служби.
Взимку підрозділ був передислокований на виконання бойового завдання в Харківську області, а в січні-березні 2023 року брав участь в обороні Бахмута Донецької області.
З осені 2023 продовжив службу в медичній службі 241-ї окремої бригади територіальної оборони (Україна).
Учасник бойових дій - ветеран війни.

### Родина
Одружений. Виховує двох доньок: Соломію (2014 р.н.) та Марію (2017 р.н.).

## Відзнаки і нагороди
У 2017 нагороджений Орденом Святого Архистратига Михаїла УПЦ КП (Православна церква України) «за заслуги з відродження духовності в Україні та утвердження Помісної Української Православної Церкви
Також у 2017 році за всебічну волотерську підтримку був нагороджений  орденом 55-тої окремої артилерійської бригади «Запорізька Січ».
У 2018 році нагороджений відзнакою Президента України – медаллю «За гуманітарну участь в Антитерористичній операції»
У 2022 році нагороджений Запорізькою обласною радою орденом "За заслуги перед Запорізьким краєм" ІІІ-го ступеню.
Учасник бойових дій 2022.

## Переслідування
2013-12-17 невідомим особами його особисте авто було облито кислотою. Спочатку МВС порушило справу за ч1 ст.194 УПК, але потім закрило бо сума завданих збитків менше за 10 000 грн (за квитанцією від СТО — 9000 грн.).
2014-01-15 Вночі у Запоріжжі зловмисниками спотворено лайливими написами, вульгарними малюнками та свастикою його авто.
Брав участь у протесті в Запоріжжі 2014-01-26, котрий закінчився масовим побиттям тітушками і запрошеннями на «співбесіди до МВС». Наступного дня, відразу після прийнятого рішення про непроведення мітингу, його було обстріляно і вивезено невідомими особами. Згодом виявилось, що його затримано Запорізьким УБОЗ 2014-01-27 за cт. 208 УПК (тобто без суду).
2014-01-28 02:26 адвокат звернувся до небайдужих з проханням надати копії наявних відеоматеріалів подій 2014-01-26.
Суд з розгляду запобіжного заходу був призначений на 2014-01-28, але станом на 09-20 був перенесений через «несприятливі погодні умови» (за даними weather.com погода за останні дві доби залишалась сталою: −9, без опадів), але згодом було поширено через соціальну мережу Facebook повідомлення про те, що суд ще раз переноситься (до того ж до ін.ого району міста) i розгляд може розпочатись чи не о 22-00, але о 18-30 стало відомо, що розгляд перенесено на 2014-01-29 14:00. Місцеві активісти вважають, що причиною цих перенесень могло бути бажання недопущення мітингів або очікування на рішення Верховної Ради щодо питання про амністію учасникам Європейської революції в Україні.
2014-01-29 Ленінський районний суд м. Запоріжжя обрав запобіжний захід — 2 місяці цілодобового домашнього арешту, фактично заборонивши виходити з квартири та зобов'язавши у будь-який момент надати приміщення для обшуку.
2014-02-06 Апеляційний суд Запорізької області залишив запобіжний захід без змін. Згідно з повідомленнями Ігоря Артюшенка в соціальній мережі Facebook, мало не щодня до нього з візитом приходили дільничні.
2014-02-19 Міністерство внутрішніх справ України провело обшук у його квартирі, вилучивши в нього всі засоби зв'язку
2018-11-01 Уряд Російської Федерації ввів персональні економічні санкції у відношенні до народного депутата Артюшенка І.А.